# Guanaja
Guanaja és una de les tres illes hondurenyes que conformen l'arxipèlag i departament d'Islas de la Bahía, al mar Carib.

## Història
L'illa de Guanaja fou descoberta per Cristòfor Colom el 30 de juliol de 1502, en el decurs del seu quart i darrer viatge a Amèrica. Colom va arribar a la platja "Soldado" al costat nord de l'illa. A partir del segle xviii població procedent de les illes Caiman s'assentaren a les illes de la Bahía, cosa que explica la difusió de l'anglès. A finals d'octubre de 1998 l'illa es va veure afectada per l'huracà Mitch.

## Geografia
Guanaja té una llargada de 17 km i una amplada màxima de 7 km. L'illa està situada aproximadament a uns 70 km de la costa d'Hondures, i a 12 km a l'est de Roatán, la més gran del departament. Un dels cais de Guanaja s'anomena Guanaja o Bonacca, o simplement El Cayo. La població de l'illa és d'uns 10.000 habitants i tots es troben agrupats en un sol municipi.

## Economia
L'economia està basada en la pesca i principalment en els ingressos per turisme. Envoltada per un escull de coral, l'illa té belles platges de sorra blanca i aigües color turquesa i atrau els amants al busseig.